# Leisure activity vehicle

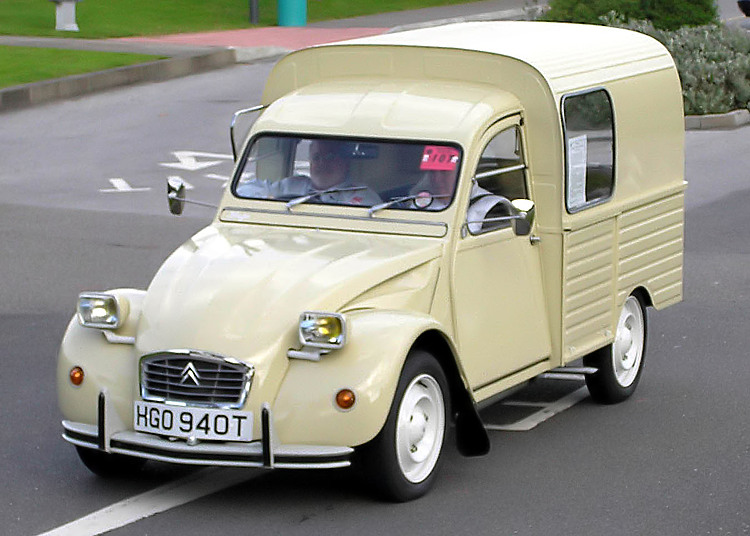
En av pionjärerna inom LAV-segmentet: Citroën 2CV

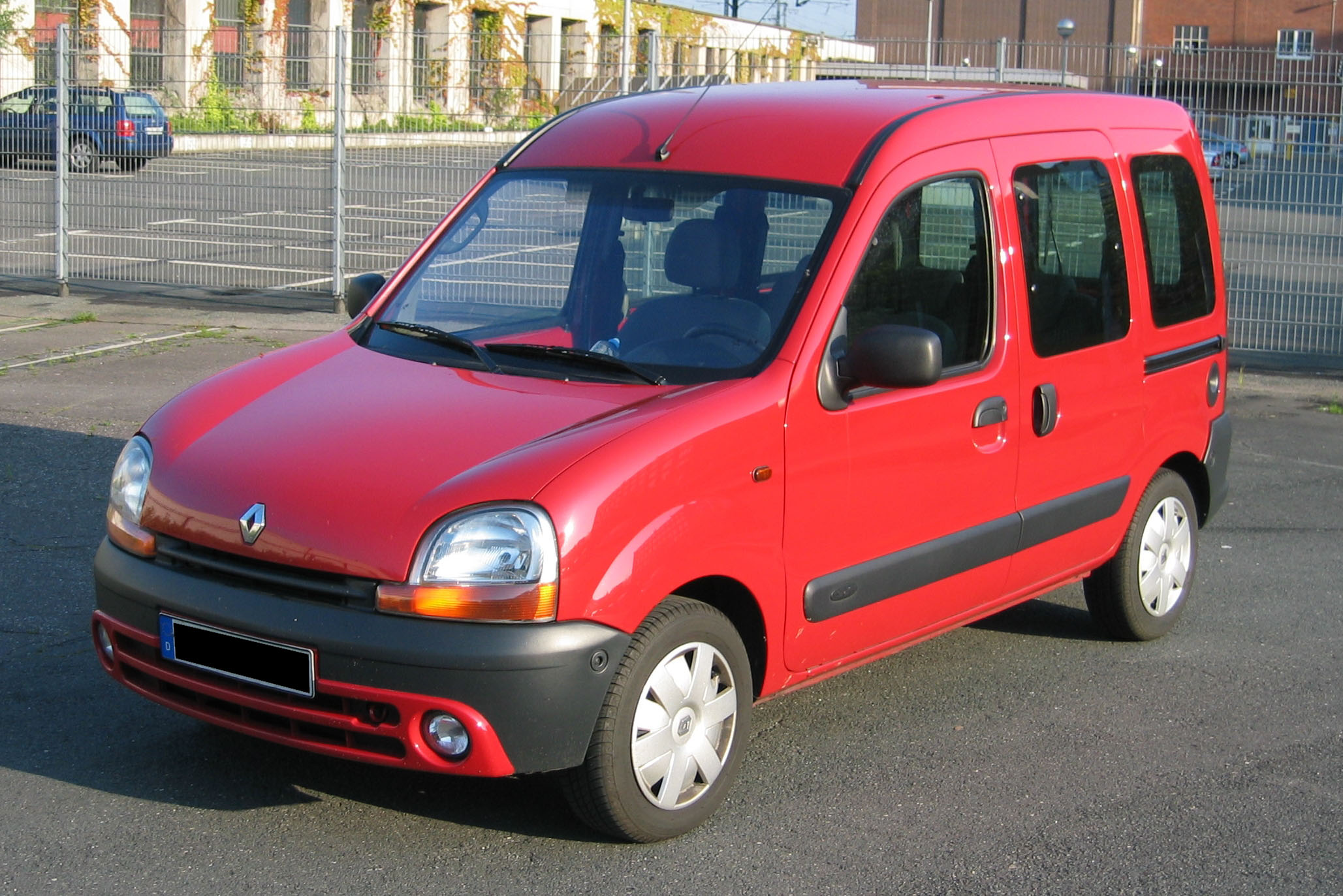
Renault Kangoo - en modern LAV.

Leisure Activity Vehicle, LAV, är en internationell beteckning på en biltyp. 
Den närmaste svenska översättningen är fritidsaktivitetsfordon, vilket enligt definitionen vanligen innefattar mindre kombi- eller halvkombibilar med en flexibel inredning, högbyggd kaross och ett rymligt bagageutrymme. 
De första bilmodellerna av denna typ kom till under 1960-talet och baserades ofta på nyttofordon/skåpbilar med inredda skåputrymmen inklusive baksäte. Komforten i dessa modeller var ganska begränsad och de lämpade sig främst för kortare transporter. I mitten av 1990-talet presenterades dock en rad modeller av mer personbilslika karaktärer och sedan dess har denna biltyp blivit alltmer populär, då många ser den som ett alternativ till familjebilar av mer traditionell karaktär. Under senare år har många modeller av LAV-typ också fått ett terrängbilsliknande (SUV-liknande) utseende; ibland med fyrhjulsdrift. Dessa klassas även som crossovers.

## Exempel på modeller
- Matra Rancho
- Citroën Berlingo
- Fiat Doblo
- Mercedes-Benz Vaneo
- Opel Combo
- Peugeot Partner
- Renault Kangoo
- Škoda Roomster
- Volkswagen Caddy
- Volvo Duett